# Hedi Lang

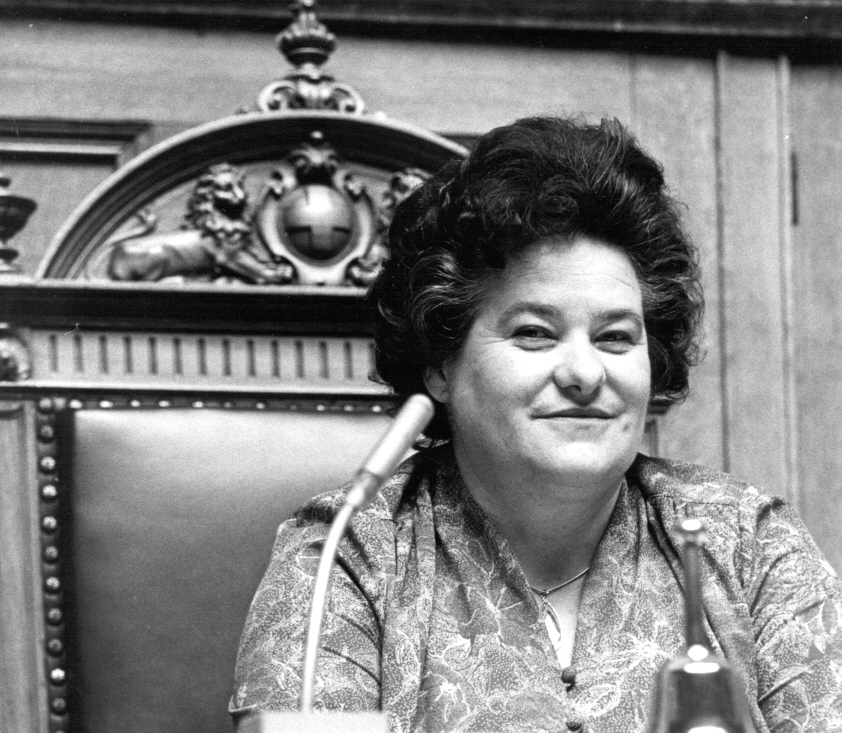
Hedi Lang

Hedi Lang-Gheri (Uster, 30 oktober 1931 - Zollikerberg, 31 maart 2004) was een Zwitsers politica.

## Opleiding en vroege carrière
Lang volgde een opleiding tot bankmedewerker en was daarna werkzaam bij diverse ondernemingen. Sinds 1959 medewerker bij de socialistische krant Die Arbeit (later Oberländer AZ genaamd). Ze was lid van de Sociaaldemocratische Partij van Zwitserland (SP) en sinds 1971 van de Gewerkschaft Verkauf Handel Transport Lebensmittel (VHTL). Van 1966 tot 1970 was ze schoolverpleegster en van 1970 tot 1978 wethouder van Wetzikon. In 1974 werd ze vicepresident van de gemeenteraad.

## Voorzitster van de Nationale Raad
Lang was van 1971 (invoering vrouwenkiesrecht) tot 1983 tot lid van de Nationale Raad (tweede kamer van de Bondsvergadering). Van 1981 tot 1982 was ze voorzitster van de Nationale Raad. Ze was de tweede vrouw die deze functie bekleedde.

## Voorzitster van de Regeringsraad van Zürich
Lang was van 1983 tot 195 lid van de Regeringsraad van het kanton Zürich. Zij beheerde de departementen van Binnenlandse Zaken en Justitie (1983-1991) en van Economische Zaken (1991-1995). Van 1 mei 1989 tot 30 april 1990 en van 1 mei 1994 tot 30 april 1995 was ze voorzitster van de Regeringsraad (dat wil zeggen regeringsleider) van het kanton Zürich. Hedi Lang was het vrouwelijke lid van de Regeringsraad (en voorzitter van de Regeringsraad) van het kanton Zürich. Als lid van de Regeringsraad verlaagde ze kiesgerechtigde leeftijd van de inwoners van het kanton Zürich naar 18 jaar.

## Nevenfuncties
Lang was van 1973 tot 1983 voorzitster van Pro Familia en van 1975 tot 2001 lid van het bestuur van de ongevallenverzekeringsmaatschappij SUVA.

## Persoonlijk
Ze was sinds 1957 getrouwd met Erwin Lang (1908-1973), politicus (eerst Communistische Partij van Zwitserland, daarna SP) en journalist.
Hedi Lang overleed op 72-jarige leeftijd.